# Модель твердих сфер
Модель твердих сфер (англ. hard-sphere model) — модель, що використовується при описі структури флюїдів та твердих тіл, де атоми, йони або інші молекулярні частинки, що розташовані у вузлах кристалічної ґратки, представляються твердими сферами скінченного радіуса. Частинки в такій моделі не взаємодіють одна з одною, якщо відстань між їхніми центрами перевищує суму радіусів,  але їм заборонено налазити одна на одну.

## Формалізація
Формально взаємодію жорстких сфер з діаметром {\displaystyle \sigma } можна описати потенціалом:

{\displaystyle V\left(\mathbf {r} _{1},\mathbf {r} _{2}\right)={\begin{cases}0&\left|\mathbf {r} _{1}-\mathbf {r} _{2}\right|\geq \sigma \\\infty &\left|\mathbf {r} _{1}-\mathbf {r} _{2}\right|<\sigma \end{cases}}}
де {\displaystyle \mathbf {r} _{1}} і {\displaystyle \mathbf {r} _{2}} описують позиції двох частинок.

## У газах
Перші три з  віріальних коефіцієнтів {\displaystyle B_{i}(T)}, що характеризують взаємодію між частинками, й загалом залежать від температури T (але не в цьому конкретному випадку), для системи твердих сфер знаходяться аналітично:
| {\displaystyle {\frac {B_{2}}{v_{0}}}}       | = | {\displaystyle 4{\frac {}{}}} |
| {\displaystyle {\frac {B_{3}}{{v_{0}}^{2}}}} | = | {\displaystyle 10{\frac {}{}}} |
| {\displaystyle {\frac {B_{4}}{{v_{0}}^{3}}}} | = | {\displaystyle -{\frac {712}{35}}+{\frac {219{\sqrt {2}}}{35\pi }}+{\frac {4131}{35\pi }}\arccos {\frac {1}{\sqrt {3}}}\approx 18.365} |
Коефіцієнти вищого порядку можна знайти чисельно, використовуючи метод Монте-Карло. Приклади :
| {\displaystyle {\frac {B_{5}}{{v_{0}}^{4}}}} | = | {\displaystyle 28.24\pm 0.08} |
| {\displaystyle {\frac {B_{6}}{{v_{0}}^{5}}}} | = | {\displaystyle 39.5\pm 0.4}   |
| {\displaystyle {\frac {B_{7}}{{v_{0}}^{6}}}} | = | {\displaystyle 56.5\pm 1.6}   |

## Фазовий перехід
Система твердих сфер переходить з флюїдної фази в тверду при зміні щільності пакування.